# Tódebrő
Tódebrő Heves megyei község 1950-ben jött létre Aldebrő és Tófalu községek egyesítésével, azonban 1958-ban kettévált és ismét önálló községekké alakult.